# Corythosaurus
Corythosaurus (il cui nome significa "lucertola dall'elmo") è un genere estinto di dinosauro adrosauride lambeosaurino vissuto nel Cretaceo superiore, circa 77-75,7 milioni di anni fa (Campaniano), in quello che oggi è l'Alberta, Nord America. Il genere comprende due specie riconosciute: la specie tipo C. casuarius e C. intermedius. Collocato all'interno di Lambeosaurinae, Corythosaurus è imparentato con Nipponosaurus, Velafrons, Hypacrosaurus e Olorotitan. Un esemplare adulto di Corythosaurus poteva raggiungere una lunghezza stimata di 9 metri, e il cranio, inclusa la cresta, era alto 70,8 centimetri.
Corythosaurus è conosciuto grazie a numerosi esemplari completi, incluso l'olotipo quasi integro ritrovato da Brown nel 1911. Lo scheletro olotipico manca solo dell'ultima sezione della coda e di parte degli arti anteriori, ma si è conservato con impressioni di scaglie poligonali. Una delle caratteristiche più evidenti di Corythosaurus è la sua cresta, simile a un elmetto corinzio e superficialmente paragonabile a quella del casuario. Si ritiene che la funzione principale della cresta fosse legata alla vocalizzazione: come in un trombone, le onde sonore viaggiavano attraverso molte camere interne, amplificandosi quando l'animale espirava. Un esemplare particolarmente ben conservato di Corythosaurus conserva ancora il suo ultimo pasto nella cavità toracica. All'interno della cavità sono stati trovati resti di aghi di conifere, semi, ramoscelli e frutti.
Entrambe le specie di Corythosaurus vissero in strati leggermente diversi della Formazione Dinosaur Park, coesistendo con altri grandi ornitishi e teropodi, come Daspletosaurus, Brachylophosaurus, Parasaurolophus, Scolosaurus e Chasmosaurus.

## Descrizione

### Dimensioni

Dimensioni delle specie C. casuarius e C. intermedius, a confronto con un uomo.

Secondo gli studi di Benson et al. (2012), un Corythosaurus adulto poteva raggiungere una lunghezza media di 9 metri. Una precedente stima delle dimensioni, pubblicata da Richard Swann Lull nel 1942, indicava una lunghezza totale leggermente maggiore, pari a 9,4 metri, una misura simile a quella di Lambeosaurus lambei, un altro lambeosaurino canadese. Nel 1962, Edwin H. Colbert utilizzò modelli specifici di dinosauri, incluso Corythosaurus, per stimarne il peso. Il modello di Corythosaurus usato per lo studio fu realizzato da Vincent Fusco sulla base di uno scheletro montato e supervisionato da Barnum Brown. Dopo i test, si concluse che il peso medio di Corythosaurus era di circa 3,82 tonnellate. Stime più recenti sulle dimensioni di Corythosaurus, pubblicate nel 2001, lo identificano come uno dei più grandi hadrosauridi conosciuti, superato in dimensioni solo da Shantungosaurus e Parasaurolophus. La lunghezza totale dell'esemplare AMNH 5240 di Corythosaurus è stata stimata a 8,1 metri, con un peso di 3,0785 tonnellate.
Proporzionalmente, il cranio di Corythosaurus è molto più corto e piccolo rispetto a quello di Edmontosaurus (precedentemente noto come Trachodon), Kritosaurus o Saurolophus. Tuttavia, includendo la cresta, la sua superficie totale diventa quasi altrettanto grande.

### Cranio
Sono stati ritrovati oltre venti crani di Corythosaurus. Come altri lambeosaurini, l'animale possedeva una cresta ossea alta ed elaborata sulla sommità del cranio, che ospitava al suo interno i setti nasali allungati. I passaggi nasali si estendevano all'interno della cresta, iniziando con tasche separate ai lati, per poi convergere in una singola camera centrale e infine ricollegarsi all'apparato respiratorio. Il cranio dell'esemplare tipo non presenta impressioni di pelle sulla cresta. Durante la fossilizzazione, il cranio è stato compresso lateralmente, riducendone la larghezza a circa due terzi di quella che avrebbe avuto in vita. Secondo Brown, questa compressione ha spostato i passaggi nasali, che ora premono sui premascellari, chiudendo completamente le narici. Nonostante la compressione laterale, il cranio si è conservato in condizioni eccellenti, mantenendo quasi integralmente la sua forma originale. Contrariamente a quanto sostenuto da Brown, le aree interessate erano parte integrante della premascella.
La cresta di Corythosaurus ricorda quella dell'odierno casuario, grazie alla sua forma che simile a un elmo corinzio. È formata dalle ossa premascellari, nasali, prefrontali e frontali. A differenza di generi come Saurolophus, dove la cresta si proietta verso il retro del cranio, quella di Corythosaurus si erge verso l'alto, raggiungendo il suo punto massimo sopra l'orbita. Le due metà della cresta sono separate da una sutura mediana. Di fronte all'orbita, la cresta è composta da ossa spesse.

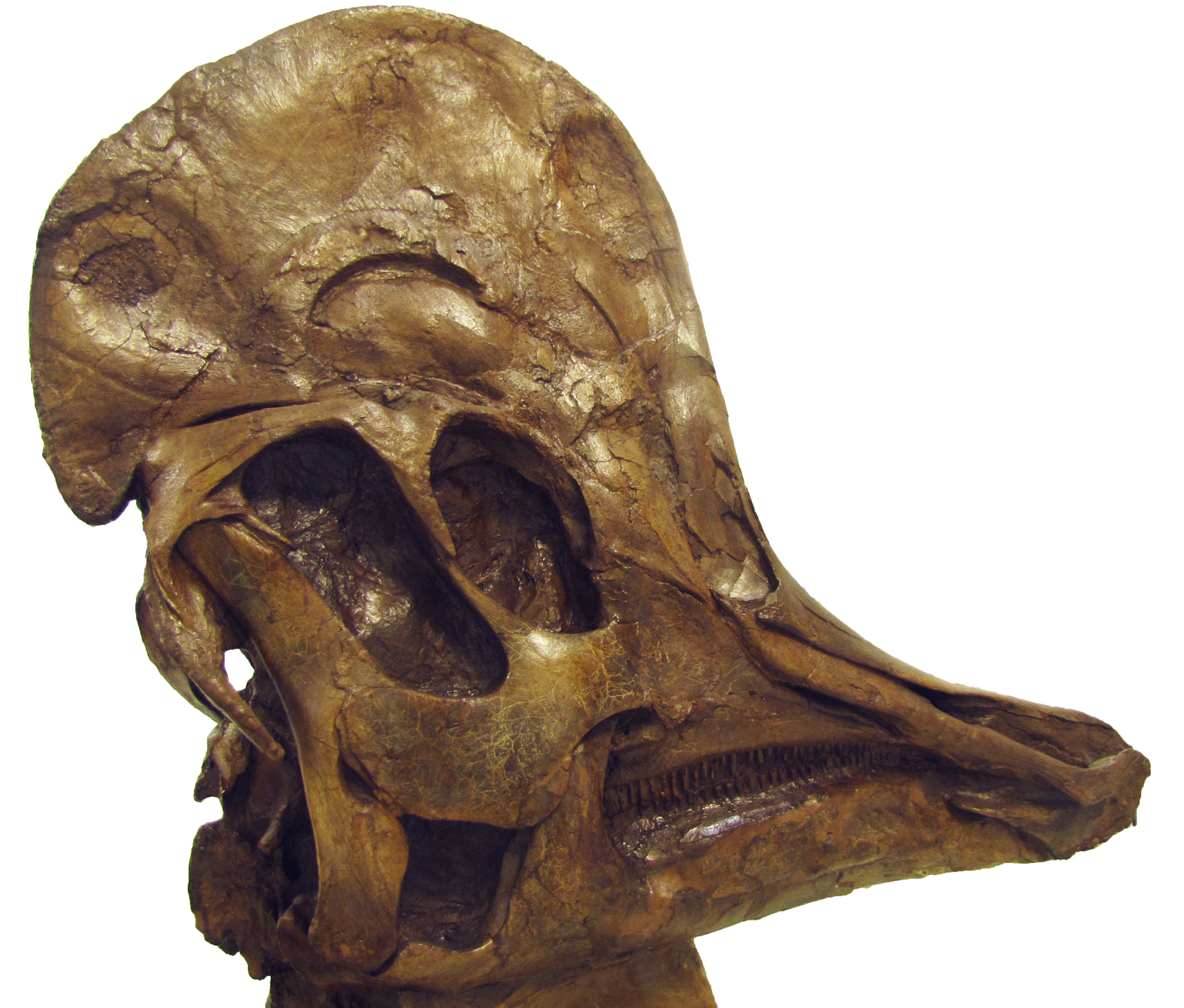
Cranio dell'esemplare tipo.

Le ossa nasali costituiscono la maggior parte della cresta. Brown ipotizzò che queste si estendessero dalla punta del becco fino al punto più alto della cresta e che, a differenza di altri generi, i nasali si incontrassero al centro senza rimanere separati dal processo ascendente delle premascelle. Tuttavia, Brown confuse i premascellari con i nasali: il muso è in realtà composto prevalentemente dalle ossa premascellari, che sono separate dai nasali. Brown interpretò erroneamente anche la parte superiore e posteriore della cresta, ritenendo che l'intera superficie fosse coperta dalle ossa frontali. In realtà, ciò che identificò come frontali erano i nasali, i quali terminano posteriormente in un processo breve e agganciato alle squamosali. I prefrontali contribuiscono anch'essi alla struttura della cresta, ma Brown scambiò il ramo superiore della premascella per il prefrontale. Il vero prefrontale, triangolare, si trova alla base laterale della cresta ed era stato erroneamente identificato da Brown come una parte dell'osso frontale. Le ossa frontali, che sono principalmente interne alla base della cresta, non sono visibili lateralmente.
La bocca dell'olotipo di Corythosaurus è stretta e allungata, con le ossa premascellari che formano due lunghe pieghe. Queste pieghe racchiudono i passaggi d'aria che estendono i canali respiratori fino alla parte anteriore del muso, terminando in piccole aperture chiamate "pseudonares" (false narici ossee). Brown le interpretò erroneamente come vere narici. Come in Saurolophus, la porzione espansa della premascella davanti agli pseudonares è allungata, mentre in Kritosaurus il becco è più corto e gli pseudonares si estendono ulteriormente in avanti. In Corythosaurus, i due pseudonares si fondono in un'unica apertura. A causa di questa errata identificazione, Brown pensò che il processo inferiore della premascella fosse più corto rispetto a quello di Kritosaurus e Saurolophus e che non si congiungesse al lacrimale. In realtà, la premascella tocca il lacrimale e si estende posteriormente ben oltre l'orbita oculare.
La mandibola dell'olotipo misura circa 66,9 cm di lunghezza e 10 cm di profondità. La lunghezza totale della cresta, dal becco all'estremità superiore, è di 83,7 cm, mentre la lunghezza totale del cranio è di 81,2 cm, con un'altezza di 70,8 cm.

### Tessuti molli

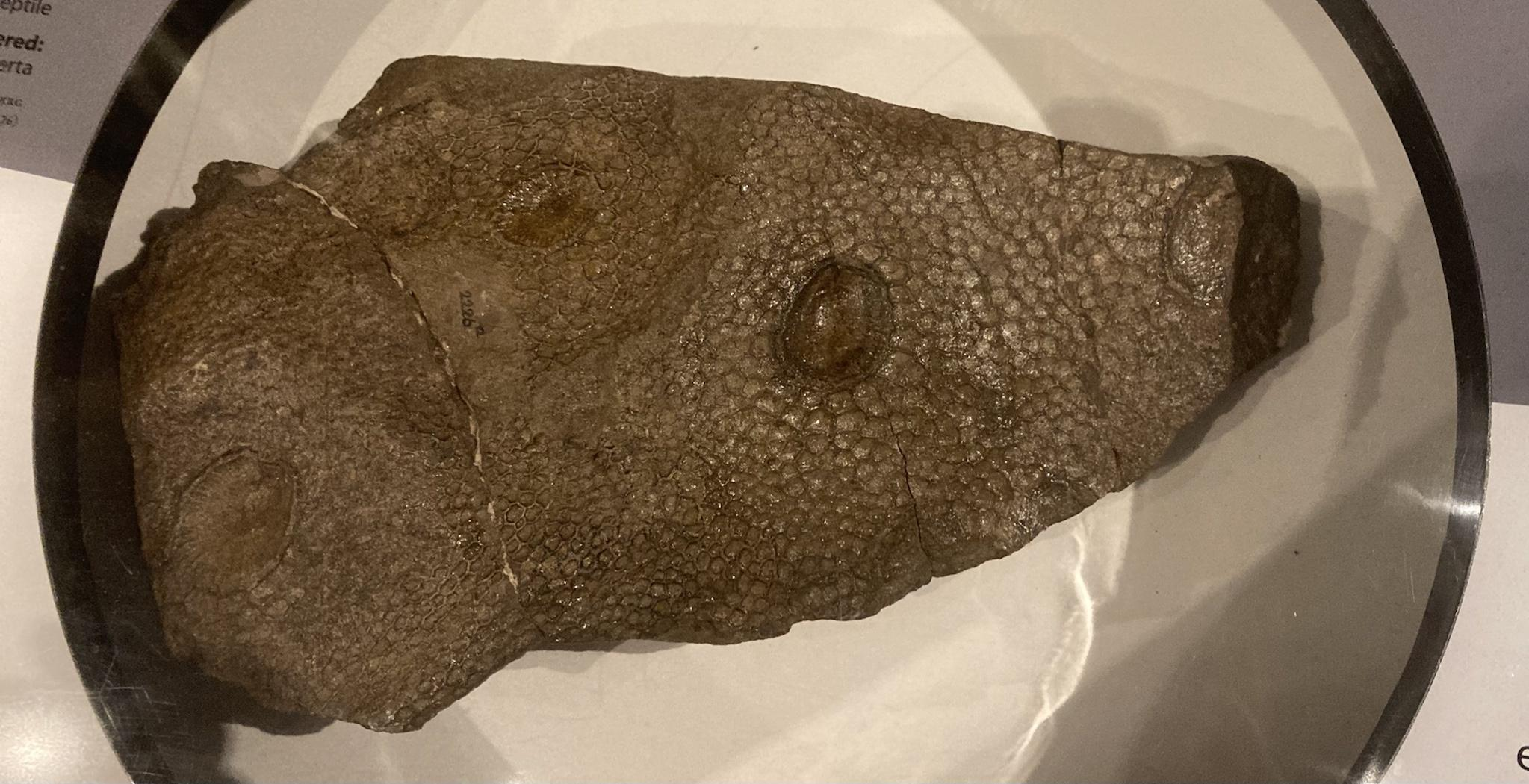
Replica delle impronte cutanee

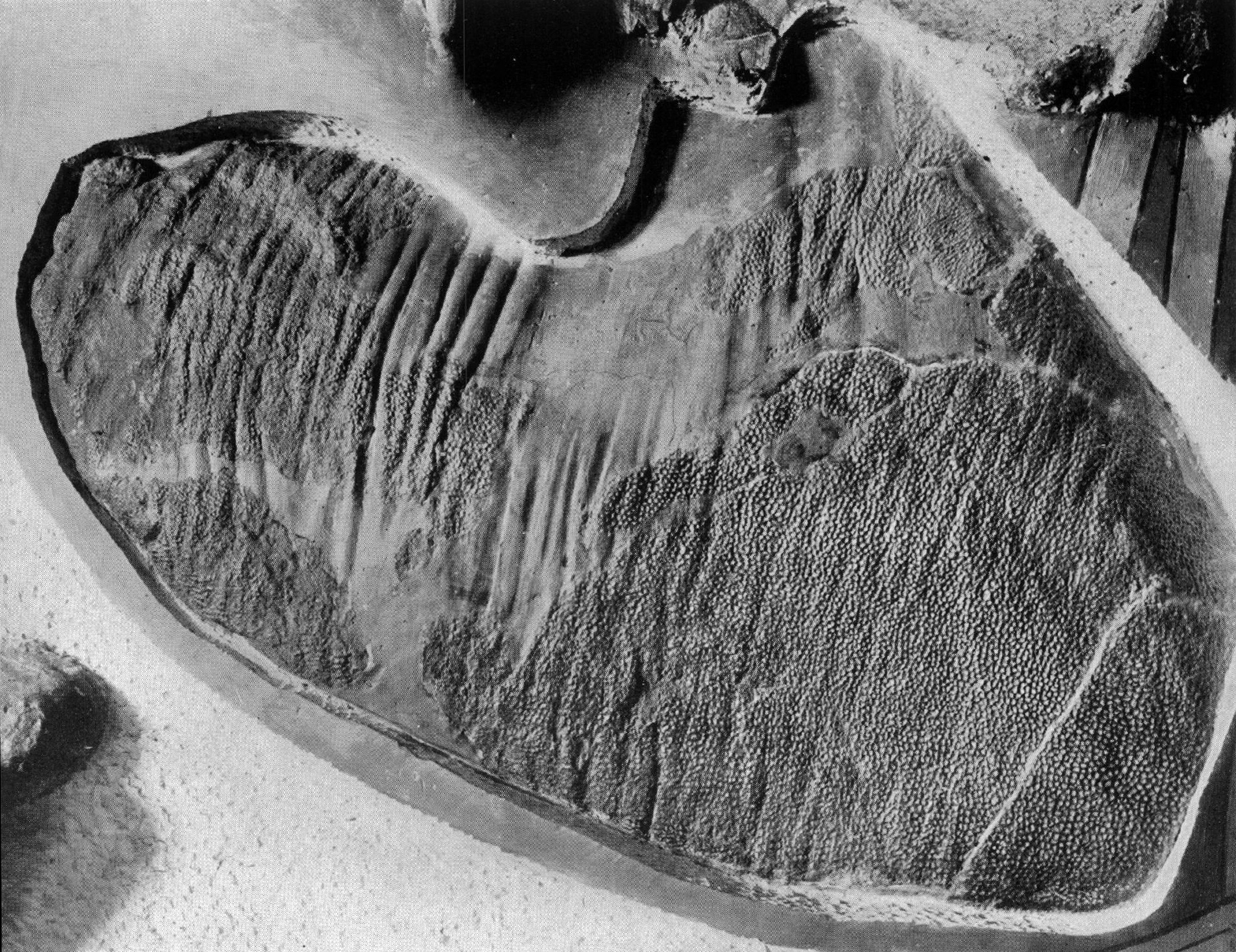
Impronta dei tessuti molli addominali, di Brown (1916)

Nell'olotipo di Corythosaurus casuarius, il lato del corpo e la coda sono ricoperti da squame di vario tipo. Queste includono squame tubercolari poligonali, ricoperte da piccole protuberanze, che variano in dimensione lungo la lunghezza del corpo. Squame coniche sono state ritrovate su una piega di pelle conservata sul dorso della tibia; tuttavia, probabilmente provenivano dalla regione ventrale piuttosto che dalla gamba. Le squame poligonali di C. casuarius sono separate da scaglie più grandi, simili a tubercoli, disposte in file ravvicinate. Come nella maggior parte degli hadrosauridi, erano presenti numerosi tendini ossificati lungo tutte le vertebre, con l'eccezione della regione cervicale. Questi tendini conferivano rigidità al corpo e alla coda. In nessuna vertebra i tendini si estendono al di sotto dei processi trasversali. Ogni tendine è appiattito alla sua origine, ovale in sezione trasversale nella parte centrale, e termina in un'estremità arrotondata.
Oltre alle impronte di pelle trovate in C. casuarius, estese impronte tegumentarie sono state identificate in altre specie, come Edmontosaurus annectens, mentre notevoli tegumenti sono stati ritrovati in Brachylophosaurus canadensis, Gryposaurus notabilis, Parasaurolophus walkeri, Lambeosaurus magnicristatus, L. lambei, Saurolophus angustirsotris, e in altri ornithopodi non identificati. Tra questi, L. lambei, C. casuarius, G. notabilis, P. walkeri e S. angustirsotris presentano squame poligonali, simili tra loro. L'esemplare tipo di Corythosaurus è uno dei pochi hadrosauridi che conservano impressioni di pelle su arti e piedi posteriori. Uno studio del 2013 ha dimostrato che tra gli adrosauridi, Saurolophus angustirostris conserva il tegumento più completo di piedi e arti, sebbene altre specie, come S. osborni, Edmontosaurus annectens e Lambeosaurus lambei (=L. clavinitialis), presentino anch'esse una buona quantità di tessuto conservato in queste regioni.
In passato si credeva che questo dinosauro vivesse principalmente in acqua, basandosi sulla scoperta di mani e piedi apparentemente palmati nell'esemplare tipo. Tuttavia, studi successivi hanno rivelato che le presunte "palmature" erano in realtà cuscinetti carnosi, simili a quelli presenti in molti mammiferi terrestri moderni.

### Caratteristiche distintive

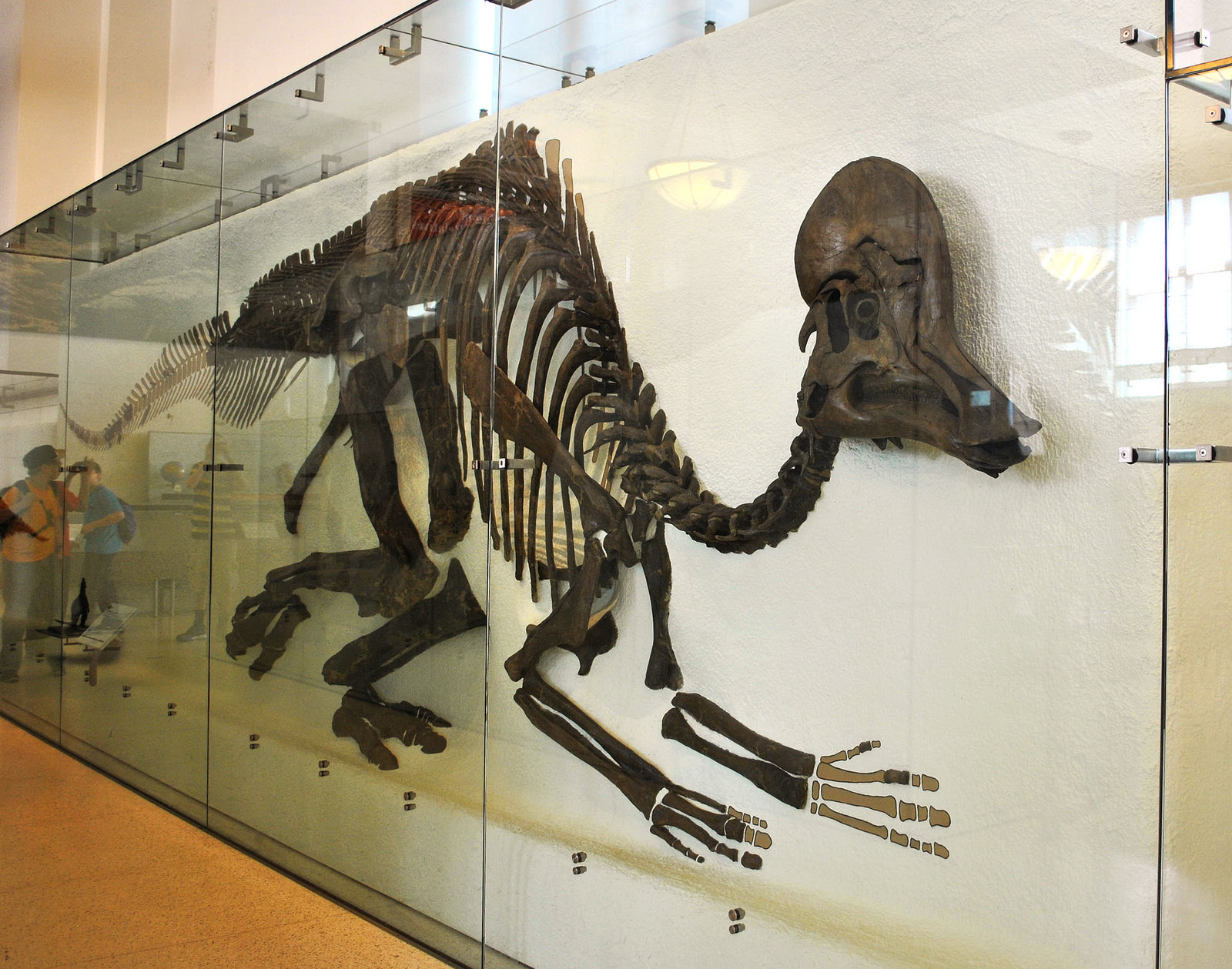
Scheletro all'AMNH

Barnum Brown, nel 1914, identificò una serie di caratteristiche distintive per differenziare Corythosaurus dagli altri hadrosauridi dell'Alberta. Tra queste caratteristiche vi erano un cranio relativamente corto con un'alta cresta simile a un elmo, formata dalle ossa nasali, prefrontali e frontali; nasali non separati anteriormente dai premascellari; un becco stretto con un'espansione davanti a una narice allungata; e una piccola apertura nariale.
Nel 1916, Brown ampliò ulteriormente il set di caratteristiche includendo ulteriori dettagli. Nella versione aggiornata, le caratteristiche distintive comprendevano: un cranio relativamente corto con un'alta cresta simile a un elmo, formata dalle ossa nasali, prefrontali e frontali; nasali non separati anteriormente dai premascellari; un becco stretto con un'espansione davanti alle narici allungate; una piccola apertura nasale; una formula vertebrale composta da 15 vertebre cervicali, 19 dorsali, 8 sacrali e più di 61 vertebre caudali; spine dorsali di media altezza; spine caudali anteriori alte; chevron lunghi; scapole lunghe con una lama scapolare di media larghezza; un radio considerevolmente più lungo dell'omero; metacarpi relativamente ridotti; un ileo decurvato anteriormente; un lungo ischio con un'espansione terminale a forma di piede; un pube con lamina anteriore corta e largamente espansa all'estremità; un femore più lungo della tibia; falangi pedali corte; un tegumento sui fianchi e sulla coda costituito da squame tubercolate poligonali prive di un disegno distintivo, ma con dimensioni graduate in diverse parti del corpo; un ventre ricoperto da file longitudinali di grandi scaglie coniche simili a patelle, separate da tubercoli poligonali di dimensioni uniformi. Tuttavia, alcune delle caratteristiche attribuite al muso si sono rivelate errate, poiché Brown confuse le ossa premascellari con i nasali e i nasali con i frontali. Inoltre, oggi sappiamo che molte delle caratteristiche postcraniali descritte da Brown sono condivise con altri lambeosaurini, e quindi non sono uniche di Corythosaurus.

## Classificazione

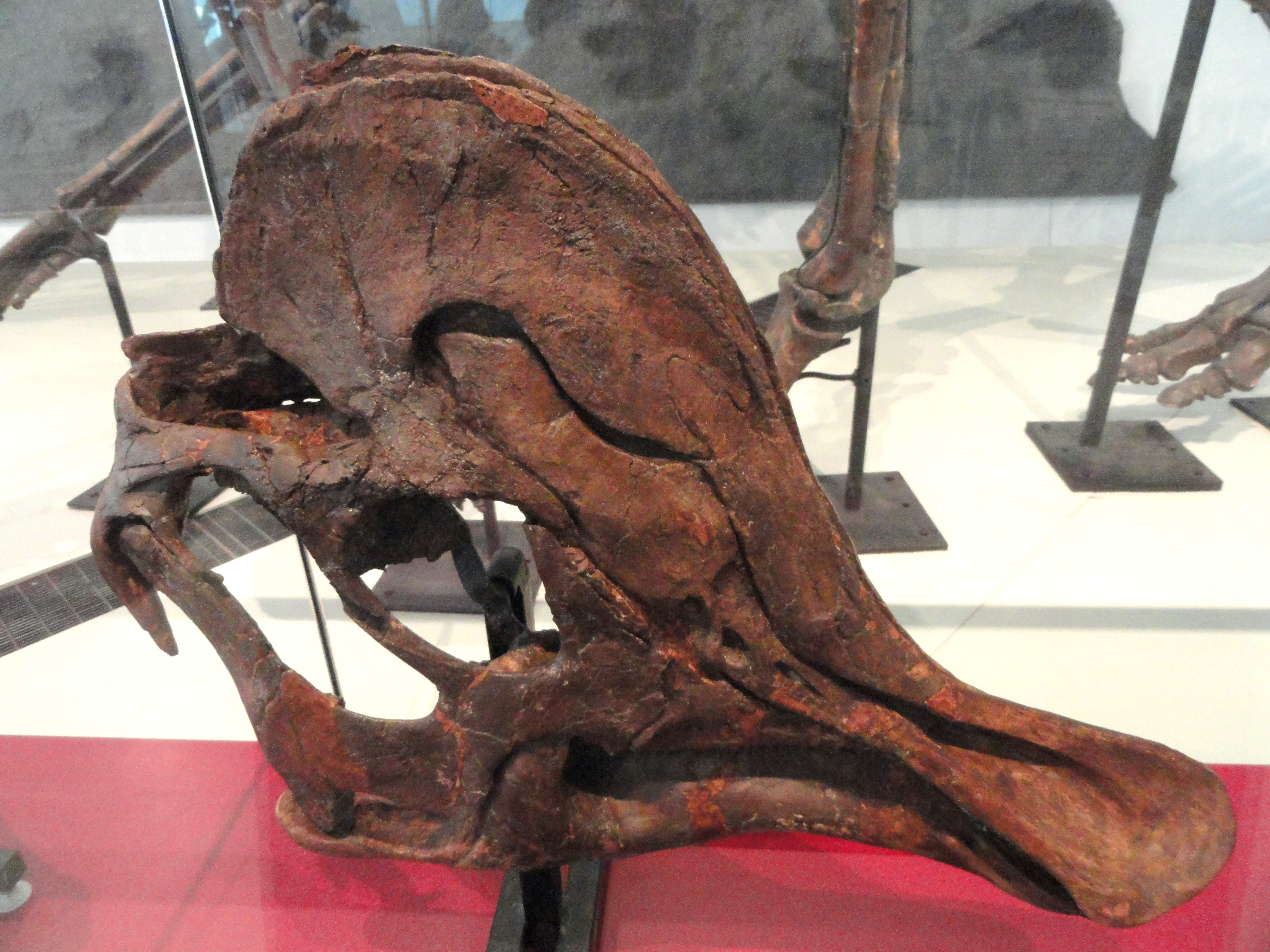
Esemplare ROM 870, il cranio di un subadulto, originariamente nominato come specie separata, C. brevicristatus

Originariamente, Barnum Brown classificò Corythosaurus come membro della famiglia Trachodontidae (ora nota come Hadrosauridae). All'interno di Trachodontidae, Brown distinse due sottofamiglie: Trachodontinae e Saurolophinae. Egli assegnò Hadrosaurus, Trachodon, Claosaurus e Kritosaurus a Trachodontinae, mentre classificò Corythosaurus, Stephanosaurus e Saurolophus in Saurolophinae.
In seguito, Brown revisionò la filogenesi di Corythosaurus, concludendo che fosse strettamente imparentato, e forse ancestrale, a Hypacrosaurus. Le differenze tra i due generi riguardavano principalmente lo sviluppo delle vertebre e le proporzioni delle zampe. Negli anni '20, Alfred Sherwood Romer condusse uno studio sugli ilia dei dinosauri, ipotizzando che i due ordini principali di dinosauri (Saurischia e Ornitischia) potrebbero essersi evoluti separatamente. Secondo Romer, la forma e le proporzioni degli ilia suggerivano che gli uccelli potessero essere ornitischi specializzati. Utilizzando Tyrannosaurus e Corythosaurus come modelli di base, Romer esplorò quale teoria fosse più plausibile. Concluse che, pur essendo oggi noto che gli uccelli sono teropodi maniraptori altamente derivati, la struttura pelvica di Corythosaurus e di altri ornitischi presenta una somiglianza superficiale con quella degli uccelli, suggerendo che questi ultimi avrebbero potuto sviluppare una muscolatura e un'anatomia pelvica simile se fossero derivati da ornitischi.
Attualmente, Corythosaurus è classificato nella famiglia Hadrosauridae, sottofamiglia Lambeosaurinae, ed è strettamente imparentato con altri lambeosaurini come Hypacrosaurus, Lambeosaurus e Olorotitan. Con l'eccezione di Olorotitan, questi generi condividono crani e creste dall'aspetto simile. Tuttavia, una ricerca del 2003 ha suggerito che, nonostante la cresta unica di Olorotitan, questo genere rappresenta il parente più stretto di Corythosaurus tra i lambeosaurini conosciuti. Uno studio di Benson et al. (2012) ha rivelato che Corythosaurus fosse strettamente imparentato con Velafrons, Nipponosaurus e Hypacrosaurus, formando con essi un gruppo di lambeosaurini caratterizzati da una cresta a ventaglio.
Nel 2014, uno studio pubblicato su PLOS ONE descrisse il genere Zhanghenglong e includeva un cladogramma quasi completo delle relazioni tra gli hadrosauridi. In questo studio, Corythosaurus veniva identificato come il lambeosaurino più derivato, risultando il taxon gemello di Hypacrosaurus. Di seguito è riportato un cladogramma semplificato che rappresenta le relazioni all'interno dei lambeosaurini.
|  | Sahaliyania |
|  |             |
|  | Amurosaurus |
|  |             |

|  | Lambeosaurus magnicristatus |
|  |                             |
|  | Lambeosaurus lambei         |
|  |                             |

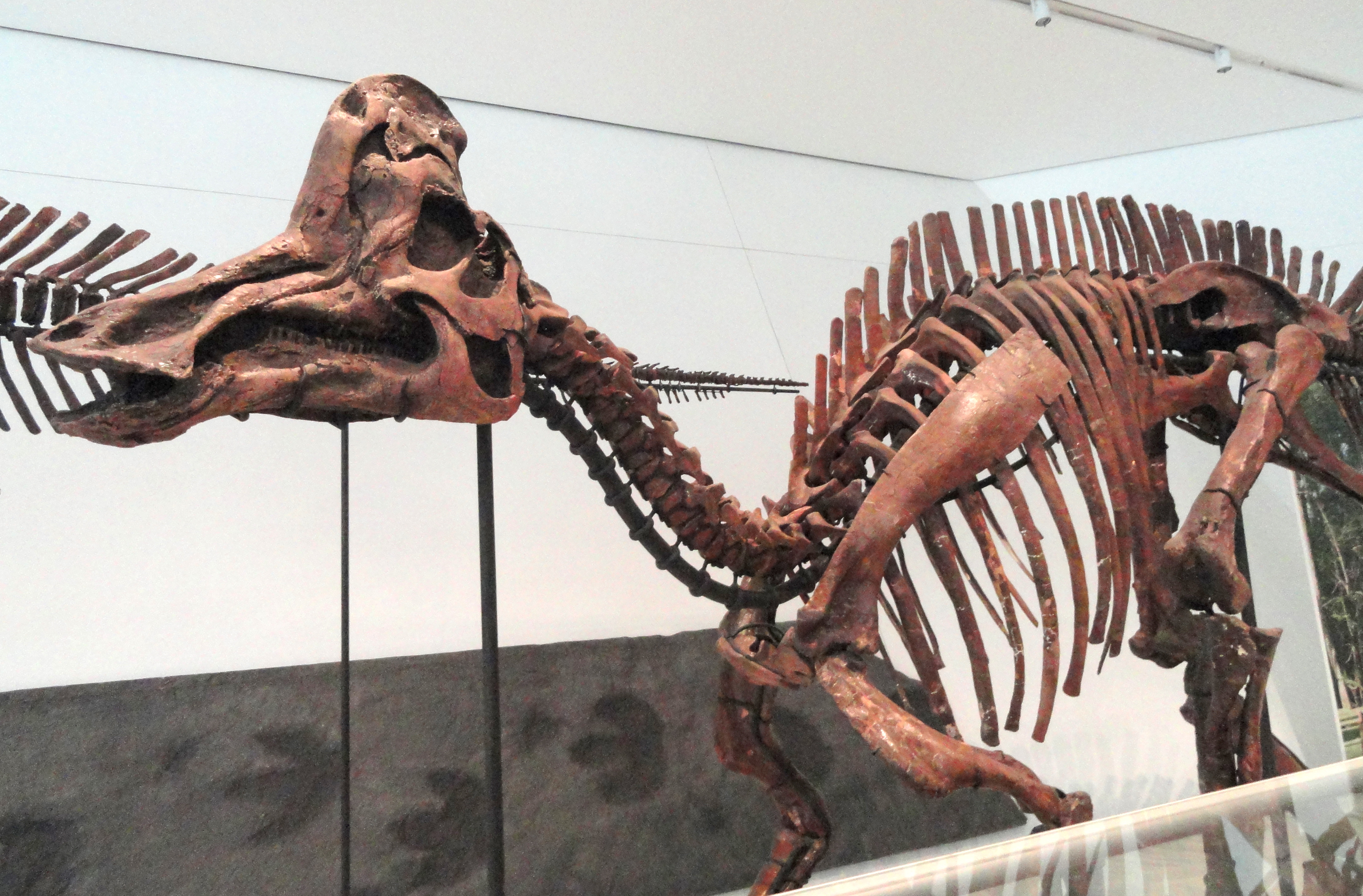
Esemplare ROM 845, scheletro montato di Corythosaurus cfr. intermedius cfr. excavatus, Parks 1935 al Royal Ontario Museum

|  | Hypacrosaurus altispinus |
|  |                          |
|  | Hypacrosaurus stebingeri |
|  |                          |

|  | Corythosaurus casuarius   |
|  |                           |
|  | Corythosaurus intermedius |
|  |                           |

|  | Hypacrosaurus altispinus |
|  |                          |
|  | Hypacrosaurus stebingeri |
|  |                          |

|  | Corythosaurus casuarius   |
|  |                           |
|  | Corythosaurus intermedius |
|  |                           |

|  | Hypacrosaurus altispinus |
|  |                          |
|  | Hypacrosaurus stebingeri |
|  |                          |

|  | Corythosaurus casuarius   |
|  |                           |
|  | Corythosaurus intermedius |
|  |                           |

|  | Hypacrosaurus altispinus |
|  |                          |
|  | Hypacrosaurus stebingeri |
|  |                          |

|  | Corythosaurus casuarius   |
|  |                           |
|  | Corythosaurus intermedius |
|  |                           |

|  | Hypacrosaurus altispinus |
|  |                          |
|  | Hypacrosaurus stebingeri |
|  |                          |

|  | Corythosaurus casuarius   |
|  |                           |
|  | Corythosaurus intermedius |
|  |                           |

|  | Hypacrosaurus altispinus |
|  |                          |
|  | Hypacrosaurus stebingeri |
|  |                          |

|  | Corythosaurus casuarius   |
|  |                           |
|  | Corythosaurus intermedius |
|  |                           |

|  | Hypacrosaurus altispinus |
|  |                          |
|  | Hypacrosaurus stebingeri |
|  |                          |

|  | Corythosaurus casuarius   |
|  |                           |
|  | Corythosaurus intermedius |
|  |                           |

|  | Hypacrosaurus altispinus |
|  |                          |
|  | Hypacrosaurus stebingeri |
|  |                          |

|  | Corythosaurus casuarius   |
|  |                           |
|  | Corythosaurus intermedius |
|  |                           |

|  | Lambeosaurus magnicristatus |
|  |                             |
|  | Lambeosaurus lambei         |
|  |                             |

|  | Hypacrosaurus altispinus |
|  |                          |
|  | Hypacrosaurus stebingeri |
|  |                          |

|  | Corythosaurus casuarius   |
|  |                           |
|  | Corythosaurus intermedius |
|  |                           |

|  | Hypacrosaurus altispinus |
|  |                          |
|  | Hypacrosaurus stebingeri |
|  |                          |

|  | Corythosaurus casuarius   |
|  |                           |
|  | Corythosaurus intermedius |
|  |                           |

|  | Hypacrosaurus altispinus |
|  |                          |
|  | Hypacrosaurus stebingeri |
|  |                          |

|  | Corythosaurus casuarius   |
|  |                           |
|  | Corythosaurus intermedius |
|  |                           |

|  | Hypacrosaurus altispinus |
|  |                          |
|  | Hypacrosaurus stebingeri |
|  |                          |

|  | Corythosaurus casuarius   |
|  |                           |
|  | Corythosaurus intermedius |
|  |                           |

|  | Hypacrosaurus altispinus |
|  |                          |
|  | Hypacrosaurus stebingeri |
|  |                          |

|  | Corythosaurus casuarius   |
|  |                           |
|  | Corythosaurus intermedius |
|  |                           |

|  | Hypacrosaurus altispinus |
|  |                          |
|  | Hypacrosaurus stebingeri |
|  |                          |

|  | Corythosaurus casuarius   |
|  |                           |
|  | Corythosaurus intermedius |
|  |                           |

|  | Hypacrosaurus altispinus |
|  |                          |
|  | Hypacrosaurus stebingeri |
|  |                          |

|  | Corythosaurus casuarius   |
|  |                           |
|  | Corythosaurus intermedius |
|  |                           |

|  | Hypacrosaurus altispinus |
|  |                          |
|  | Hypacrosaurus stebingeri |
|  |                          |

|  | Corythosaurus casuarius   |
|  |                           |
|  | Corythosaurus intermedius |
|  |                           |

|  | Sahaliyania |
|  |             |
|  | Amurosaurus |
|  |             |

|  | Lambeosaurus magnicristatus |
|  |                             |
|  | Lambeosaurus lambei         |
|  |                             |

|  | Hypacrosaurus altispinus |
|  |                          |
|  | Hypacrosaurus stebingeri |
|  |                          |

|  | Corythosaurus casuarius   |
|  |                           |
|  | Corythosaurus intermedius |
|  |                           |

|  | Hypacrosaurus altispinus |
|  |                          |
|  | Hypacrosaurus stebingeri |
|  |                          |

|  | Corythosaurus casuarius   |
|  |                           |
|  | Corythosaurus intermedius |
|  |                           |

|  | Hypacrosaurus altispinus |
|  |                          |
|  | Hypacrosaurus stebingeri |
|  |                          |

|  | Corythosaurus casuarius   |
|  |                           |
|  | Corythosaurus intermedius |
|  |                           |

|  | Hypacrosaurus altispinus |
|  |                          |
|  | Hypacrosaurus stebingeri |
|  |                          |

|  | Corythosaurus casuarius   |
|  |                           |
|  | Corythosaurus intermedius |
|  |                           |

|  | Hypacrosaurus altispinus |
|  |                          |
|  | Hypacrosaurus stebingeri |
|  |                          |

|  | Corythosaurus casuarius   |
|  |                           |
|  | Corythosaurus intermedius |
|  |                           |

|  | Hypacrosaurus altispinus |
|  |                          |
|  | Hypacrosaurus stebingeri |
|  |                          |

|  | Corythosaurus casuarius   |
|  |                           |
|  | Corythosaurus intermedius |
|  |                           |

|  | Hypacrosaurus altispinus |
|  |                          |
|  | Hypacrosaurus stebingeri |
|  |                          |

|  | Corythosaurus casuarius   |
|  |                           |
|  | Corythosaurus intermedius |
|  |                           |

|  | Hypacrosaurus altispinus |
|  |                          |
|  | Hypacrosaurus stebingeri |
|  |                          |

|  | Corythosaurus casuarius   |
|  |                           |
|  | Corythosaurus intermedius |
|  |                           |

|  | Lambeosaurus magnicristatus |
|  |                             |
|  | Lambeosaurus lambei         |
|  |                             |

|  | Hypacrosaurus altispinus |
|  |                          |
|  | Hypacrosaurus stebingeri |
|  |                          |

|  | Corythosaurus casuarius   |
|  |                           |
|  | Corythosaurus intermedius |
|  |                           |

|  | Hypacrosaurus altispinus |
|  |                          |
|  | Hypacrosaurus stebingeri |
|  |                          |

|  | Corythosaurus casuarius   |
|  |                           |
|  | Corythosaurus intermedius |
|  |                           |

|  | Hypacrosaurus altispinus |
|  |                          |
|  | Hypacrosaurus stebingeri |
|  |                          |

|  | Corythosaurus casuarius   |
|  |                           |
|  | Corythosaurus intermedius |
|  |                           |

|  | Hypacrosaurus altispinus |
|  |                          |
|  | Hypacrosaurus stebingeri |
|  |                          |

|  | Corythosaurus casuarius   |
|  |                           |
|  | Corythosaurus intermedius |
|  |                           |

|  | Hypacrosaurus altispinus |
|  |                          |
|  | Hypacrosaurus stebingeri |
|  |                          |

|  | Corythosaurus casuarius   |
|  |                           |
|  | Corythosaurus intermedius |
|  |                           |

|  | Hypacrosaurus altispinus |
|  |                          |
|  | Hypacrosaurus stebingeri |
|  |                          |

|  | Corythosaurus casuarius   |
|  |                           |
|  | Corythosaurus intermedius |
|  |                           |

|  | Hypacrosaurus altispinus |
|  |                          |
|  | Hypacrosaurus stebingeri |
|  |                          |

|  | Corythosaurus casuarius   |
|  |                           |
|  | Corythosaurus intermedius |
|  |                           |

|  | Hypacrosaurus altispinus |
|  |                          |
|  | Hypacrosaurus stebingeri |
|  |                          |

|  | Corythosaurus casuarius   |
|  |                           |
|  | Corythosaurus intermedius |
|  |                           |

|  | Sahaliyania |
|  |             |
|  | Amurosaurus |
|  |             |

|  | Lambeosaurus magnicristatus |
|  |                             |
|  | Lambeosaurus lambei         |
|  |                             |

|  | Hypacrosaurus altispinus |
|  |                          |
|  | Hypacrosaurus stebingeri |
|  |                          |

|  | Corythosaurus casuarius   |
|  |                           |
|  | Corythosaurus intermedius |
|  |                           |

|  | Hypacrosaurus altispinus |
|  |                          |
|  | Hypacrosaurus stebingeri |
|  |                          |

|  | Corythosaurus casuarius   |
|  |                           |
|  | Corythosaurus intermedius |
|  |                           |

|  | Hypacrosaurus altispinus |
|  |                          |
|  | Hypacrosaurus stebingeri |
|  |                          |

|  | Corythosaurus casuarius   |
|  |                           |
|  | Corythosaurus intermedius |
|  |                           |

|  | Hypacrosaurus altispinus |
|  |                          |
|  | Hypacrosaurus stebingeri |
|  |                          |

|  | Corythosaurus casuarius   |
|  |                           |
|  | Corythosaurus intermedius |
|  |                           |

|  | Hypacrosaurus altispinus |
|  |                          |
|  | Hypacrosaurus stebingeri |
|  |                          |

|  | Corythosaurus casuarius   |
|  |                           |
|  | Corythosaurus intermedius |
|  |                           |

|  | Hypacrosaurus altispinus |
|  |                          |
|  | Hypacrosaurus stebingeri |
|  |                          |

|  | Corythosaurus casuarius   |
|  |                           |
|  | Corythosaurus intermedius |
|  |                           |

|  | Hypacrosaurus altispinus |
|  |                          |
|  | Hypacrosaurus stebingeri |
|  |                          |

|  | Corythosaurus casuarius   |
|  |                           |
|  | Corythosaurus intermedius |
|  |                           |

|  | Hypacrosaurus altispinus |
|  |                          |
|  | Hypacrosaurus stebingeri |
|  |                          |

|  | Corythosaurus casuarius   |
|  |                           |
|  | Corythosaurus intermedius |
|  |                           |

|  | Lambeosaurus magnicristatus |
|  |                             |
|  | Lambeosaurus lambei         |
|  |                             |

|  | Hypacrosaurus altispinus |
|  |                          |
|  | Hypacrosaurus stebingeri |
|  |                          |

|  | Corythosaurus casuarius   |
|  |                           |
|  | Corythosaurus intermedius |
|  |                           |

|  | Hypacrosaurus altispinus |
|  |                          |
|  | Hypacrosaurus stebingeri |
|  |                          |

|  | Corythosaurus casuarius   |
|  |                           |
|  | Corythosaurus intermedius |
|  |                           |

|  | Hypacrosaurus altispinus |
|  |                          |
|  | Hypacrosaurus stebingeri |
|  |                          |

|  | Corythosaurus casuarius   |
|  |                           |
|  | Corythosaurus intermedius |
|  |                           |

|  | Hypacrosaurus altispinus |
|  |                          |
|  | Hypacrosaurus stebingeri |
|  |                          |

|  | Corythosaurus casuarius   |
|  |                           |
|  | Corythosaurus intermedius |
|  |                           |

|  | Hypacrosaurus altispinus |
|  |                          |
|  | Hypacrosaurus stebingeri |
|  |                          |

|  | Corythosaurus casuarius   |
|  |                           |
|  | Corythosaurus intermedius |
|  |                           |

|  | Hypacrosaurus altispinus |
|  |                          |
|  | Hypacrosaurus stebingeri |
|  |                          |

|  | Corythosaurus casuarius   |
|  |                           |
|  | Corythosaurus intermedius |
|  |                           |

|  | Hypacrosaurus altispinus |
|  |                          |
|  | Hypacrosaurus stebingeri |
|  |                          |

|  | Corythosaurus casuarius   |
|  |                           |
|  | Corythosaurus intermedius |
|  |                           |

|  | Hypacrosaurus altispinus |
|  |                          |
|  | Hypacrosaurus stebingeri |
|  |                          |

|  | Corythosaurus casuarius   |
|  |                           |
|  | Corythosaurus intermedius |
|  |                           |

|  | Sahaliyania |
|  |             |
|  | Amurosaurus |
|  |             |

|  | Lambeosaurus magnicristatus |
|  |                             |
|  | Lambeosaurus lambei         |
|  |                             |

|  | Hypacrosaurus altispinus |
|  |                          |
|  | Hypacrosaurus stebingeri |
|  |                          |

|  | Corythosaurus casuarius   |
|  |                           |
|  | Corythosaurus intermedius |
|  |                           |

|  | Hypacrosaurus altispinus |
|  |                          |
|  | Hypacrosaurus stebingeri |
|  |                          |

|  | Corythosaurus casuarius   |
|  |                           |
|  | Corythosaurus intermedius |
|  |                           |

|  | Hypacrosaurus altispinus |
|  |                          |
|  | Hypacrosaurus stebingeri |
|  |                          |

|  | Corythosaurus casuarius   |
|  |                           |
|  | Corythosaurus intermedius |
|  |                           |

|  | Hypacrosaurus altispinus |
|  |                          |
|  | Hypacrosaurus stebingeri |
|  |                          |

|  | Corythosaurus casuarius   |
|  |                           |
|  | Corythosaurus intermedius |
|  |                           |

|  | Hypacrosaurus altispinus |
|  |                          |
|  | Hypacrosaurus stebingeri |
|  |                          |

|  | Corythosaurus casuarius   |
|  |                           |
|  | Corythosaurus intermedius |
|  |                           |

|  | Hypacrosaurus altispinus |
|  |                          |
|  | Hypacrosaurus stebingeri |
|  |                          |

|  | Corythosaurus casuarius   |
|  |                           |
|  | Corythosaurus intermedius |
|  |                           |

|  | Hypacrosaurus altispinus |
|  |                          |
|  | Hypacrosaurus stebingeri |
|  |                          |

|  | Corythosaurus casuarius   |
|  |                           |
|  | Corythosaurus intermedius |
|  |                           |

|  | Hypacrosaurus altispinus |
|  |                          |
|  | Hypacrosaurus stebingeri |
|  |                          |

|  | Corythosaurus casuarius   |
|  |                           |
|  | Corythosaurus intermedius |
|  |                           |

|  | Lambeosaurus magnicristatus |
|  |                             |
|  | Lambeosaurus lambei         |
|  |                             |

|  | Hypacrosaurus altispinus |
|  |                          |
|  | Hypacrosaurus stebingeri |
|  |                          |

|  | Corythosaurus casuarius   |
|  |                           |
|  | Corythosaurus intermedius |
|  |                           |

|  | Hypacrosaurus altispinus |
|  |                          |
|  | Hypacrosaurus stebingeri |
|  |                          |

|  | Corythosaurus casuarius   |
|  |                           |
|  | Corythosaurus intermedius |
|  |                           |

|  | Hypacrosaurus altispinus |
|  |                          |
|  | Hypacrosaurus stebingeri |
|  |                          |

|  | Corythosaurus casuarius   |
|  |                           |
|  | Corythosaurus intermedius |
|  |                           |

|  | Hypacrosaurus altispinus |
|  |                          |
|  | Hypacrosaurus stebingeri |
|  |                          |

|  | Corythosaurus casuarius   |
|  |                           |
|  | Corythosaurus intermedius |
|  |                           |

|  | Hypacrosaurus altispinus |
|  |                          |
|  | Hypacrosaurus stebingeri |
|  |                          |

|  | Corythosaurus casuarius   |
|  |                           |
|  | Corythosaurus intermedius |
|  |                           |

|  | Hypacrosaurus altispinus |
|  |                          |
|  | Hypacrosaurus stebingeri |
|  |                          |

|  | Corythosaurus casuarius   |
|  |                           |
|  | Corythosaurus intermedius |
|  |                           |

|  | Hypacrosaurus altispinus |
|  |                          |
|  | Hypacrosaurus stebingeri |
|  |                          |

|  | Corythosaurus casuarius   |
|  |                           |
|  | Corythosaurus intermedius |
|  |                           |

|  | Hypacrosaurus altispinus |
|  |                          |
|  | Hypacrosaurus stebingeri |
|  |                          |

|  | Corythosaurus casuarius   |
|  |                           |
|  | Corythosaurus intermedius |
|  |                           |

## Storia della scoperta

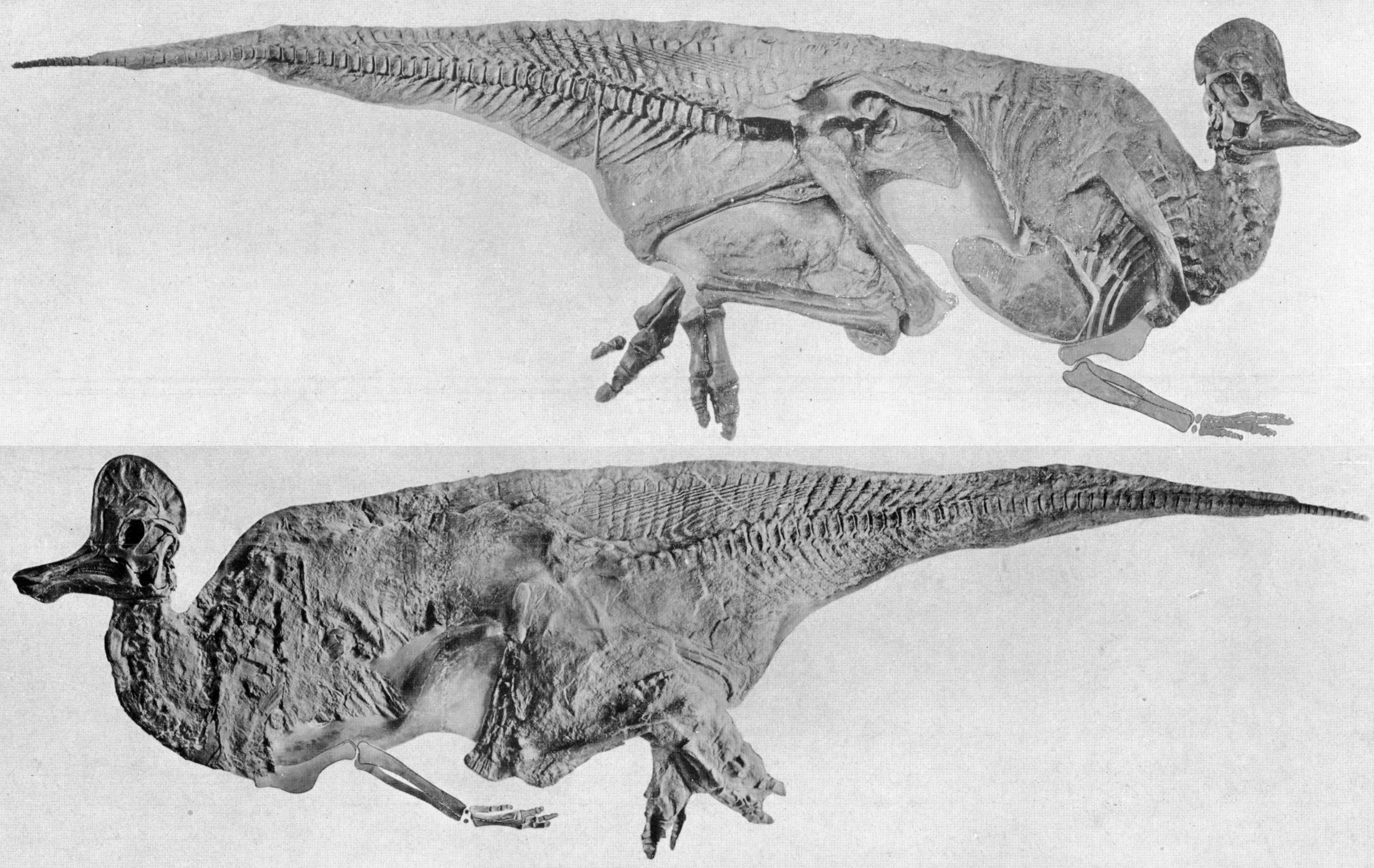
Esemplare olotipo fossile AMNH 5240, parzialmente ricoperto da impronte della pelle

Il primo esemplare fossile di Corythosaurus, AMNH 5240, venne scoperto nel 1911 da Barnum Brown lungo il fiume Red Deer in Alberta e fu messo al sicuro nell'autunno del 1912. Questo ritrovamento fu notevole non solo per lo scheletro quasi completo, ma anche per l'estesa presenza di impronte della pelle su gran parte del corpo. L'esemplare proveniva dal gruppo Belly River della provincia. La parte sinistra e inferiore dello scheletro era conservata in argilla carboniosa, il che contribuì a proteggere le impronte della pelle dall'esposizione agli elementi. Lo scheletro, articolato, mancava solo degli ultimi 0,61 metri della coda e delle zampe anteriori. Le scapole e i coracoidi sono conservati in posizione, mentre il resto degli arti anteriori è andato perduto, probabilmente a causa dell'erosione. Le impronte della pelle mostrano il contorno del corpo dell'animale. Un secondo esemplare, AMNH 5338, fu scoperto nel 1914 da Brown e Peter Kaisen. Entrambi gli esemplari sono attualmente ospitati al Museo Americano di Storia Naturale, mantenuti nelle posizioni originali di ritrovamento.

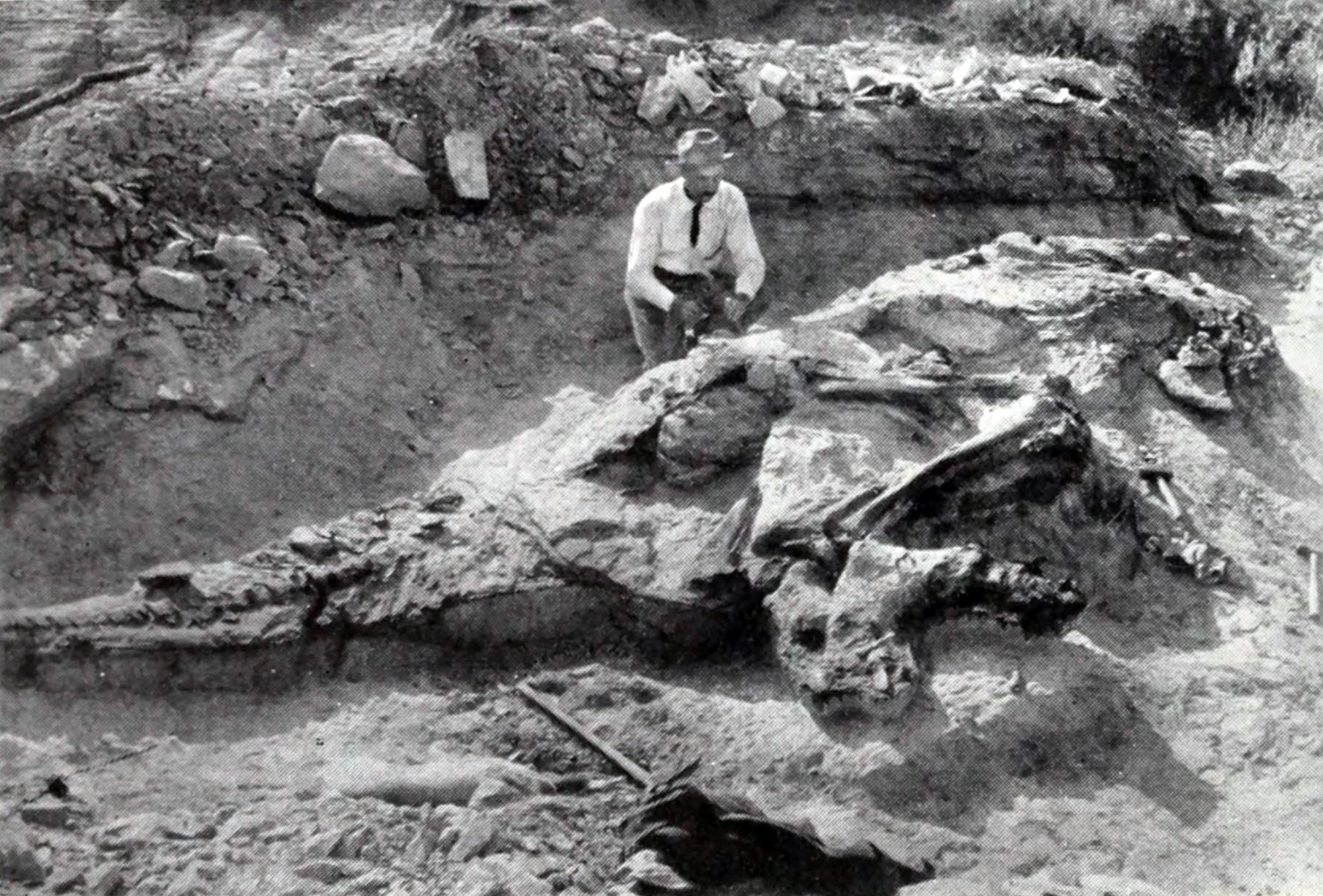
Scavo dell'esemplare olotipo di C. casuarius, presso il fiume Red Deer

La specie tipo, Corythosaurus casuarius, fu nominata da Brown nel 1914, basandosi sull'esemplare AMNH 5240, che rappresenta l'olotipo della specie. Nel 1916, Brown pubblicò una descrizione più dettagliata basata anche sull'esemplare AMNH 5338, designato come plesiotipo. La caratteristica più distintiva del genere è la sua cresta ossea, che ha ispirato il nome Corythosaurus. Questo deriva dal greco κόρυθος (korythos), che significa "elmo corinzio", e σαυρος (saurus), "lucertola", traducibile come "lucertola con l'elmo". Il nome specifico, casuarius, fa riferimento alla somiglianza della cresta con quella del casuario, un uccello terrestre dotato di una cresta cranica simile.

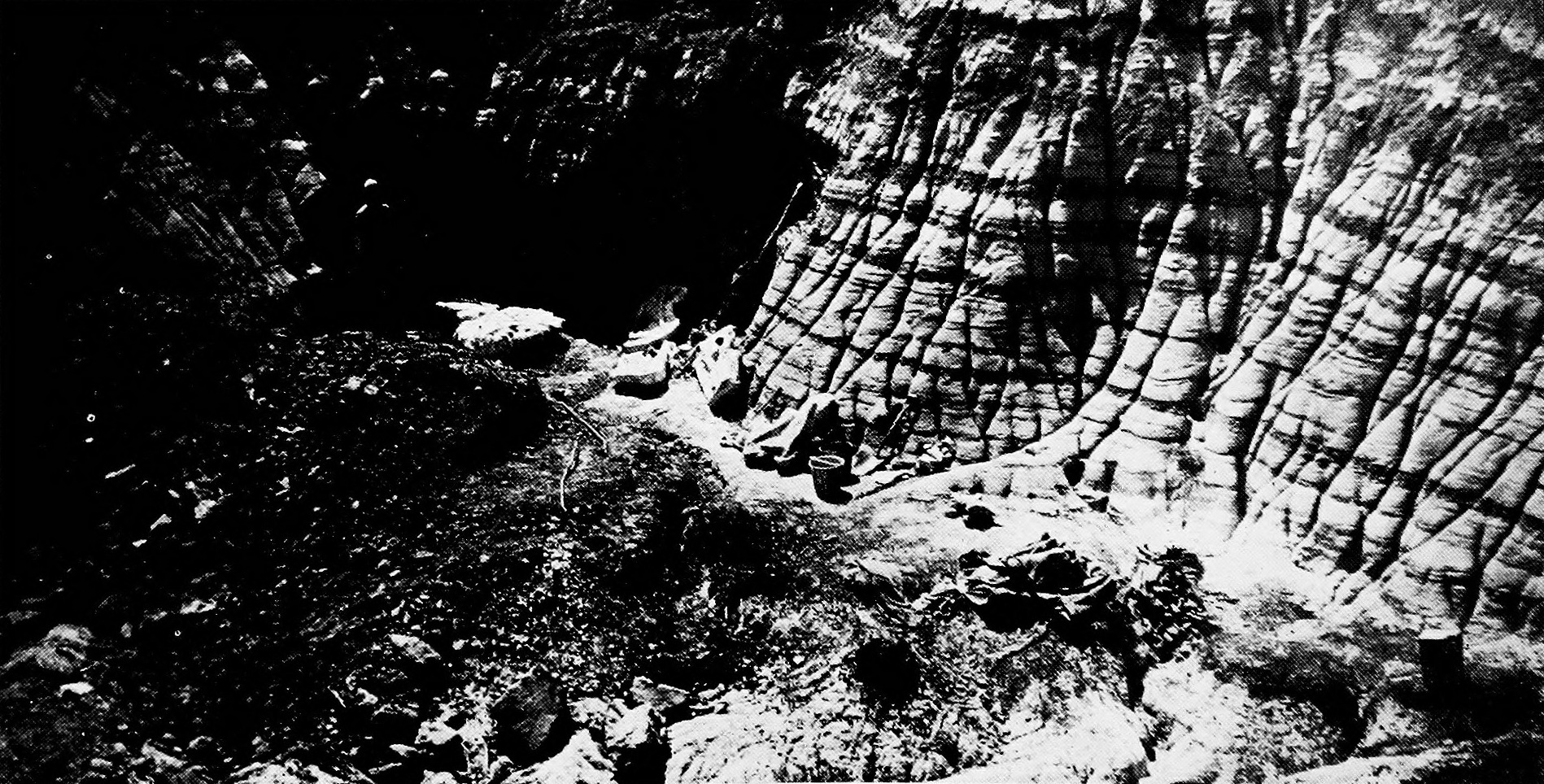
Cava con uno degli esemplari dispersi in mare nel 1916

Nel 1912, Charles H. Sternberg scoprì due esemplari eccezionalmente ben conservati di Corythosaurus, che purtroppo andarono perduti il 6 dicembre 1916. Gli esemplari erano stati inviati ad Arthur Smith Woodward al British Museum of Natural History in Inghilterra, ma la nave che li trasportava, la SS Mount Temple, fu affondata nel mezzo dell'Atlantico dal mercantile tedesco SMS Möwe durante la Prima Guerra Mondiale
Fino a sette specie di Corythosaurus sono state descritte sin dalla scoperta ufficiale, tra cui C. casuarius, C. bicristatus (Parks, 1935), C. brevicristatus (Parks, 1935), C. excavatus (Gilmore, 1923), C. frontalis (Parks, 1935) e C. intermedius (Parchi 1923). Nel 1975, Peter Dodson analizzò le differenze nei crani e nelle creste di diversi lambeosaurini, concludendo che molte di queste variavano in base al sesso e all'età dell'animale. Attualmente, solo C. casuarius è riconosciuto con certezza, sebbene C. intermedius sia stato considerato valido in alcuni studi. L'esemplare tipo di C. intermedius è il cranio ROM 776, scoperto da Levi Sternberg nel 1920 e nominato da William Parks nel 1923. Originariamente classificato come Stephanosaurus intermedius, il nome specifico riflette la sua posizione filogenetica intermedia secondo Parks. C. intermedius visse durante il Campaniano, in un periodo leggermente successivo rispetto a C. casuarius. Le differenze tra le due specie hanno portato alla loro separazione in uno studio del 2009. La specie non valida C. excavatus si basava su un cranio (esemplare UALVP 13) scoperto nel 1920. Il resto dello scheletro fu identificato e riunito al cranio solo nel 2012, contribuendo a chiarire la sua classificazione.

## Paleobiologia
Confronti tra gli anelli sclerali di Corythosaurus e quelli dei rettili moderni suggeriscono che l'animale potrebbe essere stato catemerale, ovvero attivo a brevi intervalli durante il giorno. Anche il senso dell'udito negli hadrosauridi, in particolare in Lophorhothon, appare notevolmente sviluppato, grazie alla presenza di una lagena allungata, una struttura che nell'orecchio interno è associata alla percezione sonora. La combinazione di una staffa sottile (un piccolo osso dell'orecchio simile a un bastoncino, tipico dei rettili) e di un grande timpano suggerisce un orecchio medio particolarmente sensibile. Queste caratteristiche indicano che gli hadrosauridi, inclusi Corythosaurus, potrebbero aver avuto una sensibilità uditiva paragonabile a quella di un moderno coccodrillo, permettendo loro di percepire una vasta gamma di suoni nell'ambiente circostante.

### Funzione della cresta

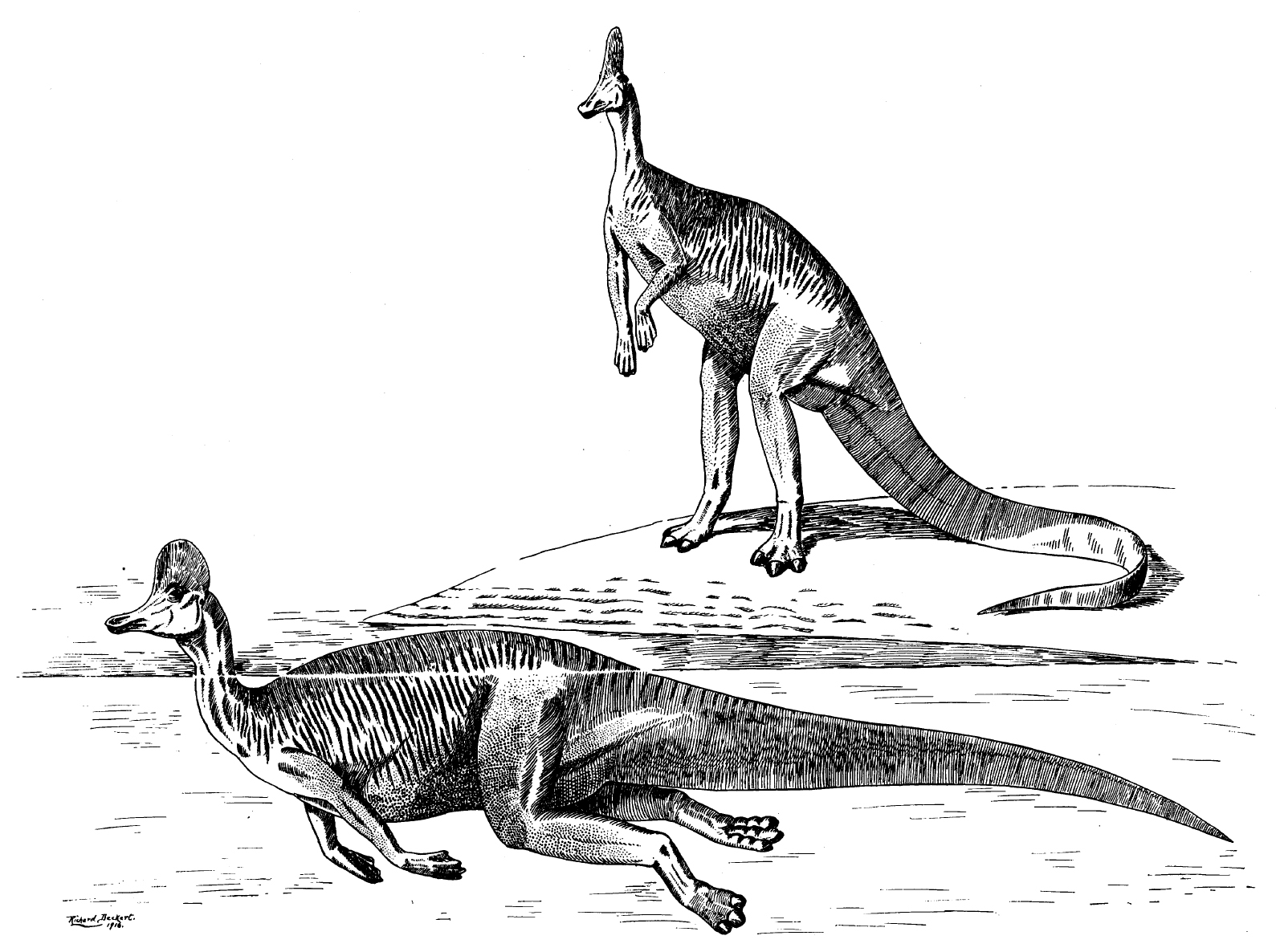
Ricostruzione obsoleta del 1916, che mostra C. casuarius come un animale semi-acquatico

La struttura interna della cresta di Corythosaurus era altamente complessa, permettendo la produzione di richiami che potevano essere utilizzati come segnali di avvertimento o per attirare un partner. I passaggi nasali di Corythosaurus, così come quelli di Hypacrosaurus e Lambeosaurus, avevano una forma a "S", mentre quelli di Parasaurolophus erano strutturati in tubi a forma di "U". Qualsiasi vocalizzazione generata all'interno di queste elaborate camere era probabilmente amplificata in modo significativo. Gli scienziati ipotizzano che Corythosaurus potesse emettere suoni forti e acuti, simili a quelli di uno strumento a fiato o in ottone, come un trombone. Questi suoni avrebbero potuto servire a diversi scopi, come allertare il branco della presenza di cibo o avvisare di una potenziale minaccia predatoria. Quando l'animale espirava, i passaggi nasali erano in grado di generare suoni a bassa frequenza. È probabile che ogni specie di lambeosaurino emettesse suoni unici, grazie alla configurazione specifica della sua cresta. Nonostante le differenze strutturali tra le creste dei vari lambeosaurini, è stato ipotizzato che tutti questi dinosauri emettessero suoni prevalentemente gravi. Questo potrebbe essere attribuito al fatto che i suoni a bassa frequenza (sotto i 400 Hz) viaggiano meglio su lunghe distanze, rendendoli utili per la comunicazione in ambienti aperti, mentre i suoni più acuti si disperdono più rapidamente nell'ambiente.
Quando gli hadrosauri crestati furono descritti per la prima volta, si pensava che fossero animali acquatici. Questa ipotesi si basava su un'errata interpretazione dei tessuti molli conservati sugli arti, originariamente identificati come palmature. Studi successivi hanno dimostrato che tali strutture erano in realtà cuscinetti carnosi adattati alla vita terrestre. In questa teoria, si ipotizzava che le creste degli hadrosauridi potessero fungere da riserve d'aria o come snorkel per respirare mentre l'animale era sommerso. Tuttavia, è stato dimostrato che nessuna di queste creste possedeva aperture funzionali all'estremità e che la pressione dell'acqua, anche a soli 3 metri di profondità, sarebbe stata troppo elevata perché i polmoni potessero gonfiarsi correttamente.

### Crescita

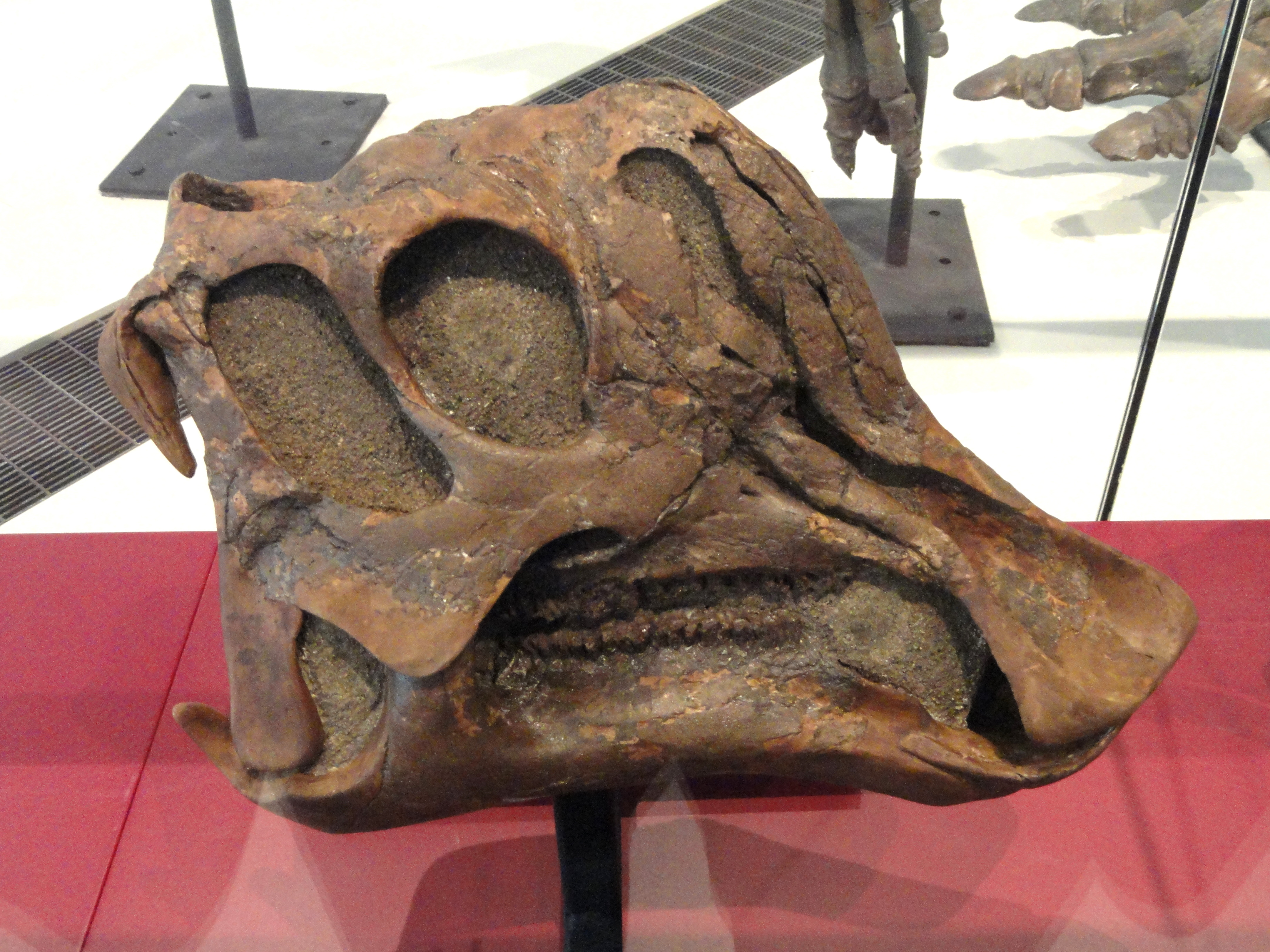
Esemplare ROM 759, un cranio giovanile, originariamente assegnato ad una specie separata, Tetragonosaurus erectofrons

Corythosaurus casuarius è uno dei pochi lambeosaurini, insieme a Lambeosaurus lambei, Hypacrosaurus stebingeri e H. altispinus, a cui sono stati assegnati, con un certo grado di certezza, esemplari rappresentanti individui giovani. Gli esemplari giovanili sono più difficili da identificare a livello specifico, poiché in giovane età mancano delle caratteristiche creste prominenti degli adulti. Con l'avanzare dell'età, le creste crescono progressivamente e diventano più evidenti. Nella Formazione Dinosaur Park sono stati rinvenuti oltre cinquanta esemplari articolati appartenenti a diversi generi. Tuttavia, i giovani risultano particolarmente difficili da identificare. Inizialmente, i paleontologi differenziavano i taxa basandosi sulle dimensioni e sulla forma delle creste, portando al riconoscimento di quattro generi e tredici specie dalla formazione. Gli esemplari più piccoli furono attribuiti a Tetragonosaurus, oggi considerato un sinonimo di Procheneosaurus, mentre gli esemplari più grandi furono assegnati a Corythosaurus o Lambeosaurus. Addirittura, un adulto fu identificato come Parasaurolophus. I giovani lambeosaurini della Formazione Horseshoe Canyon furono invece riferiti a Cheneosaurus.

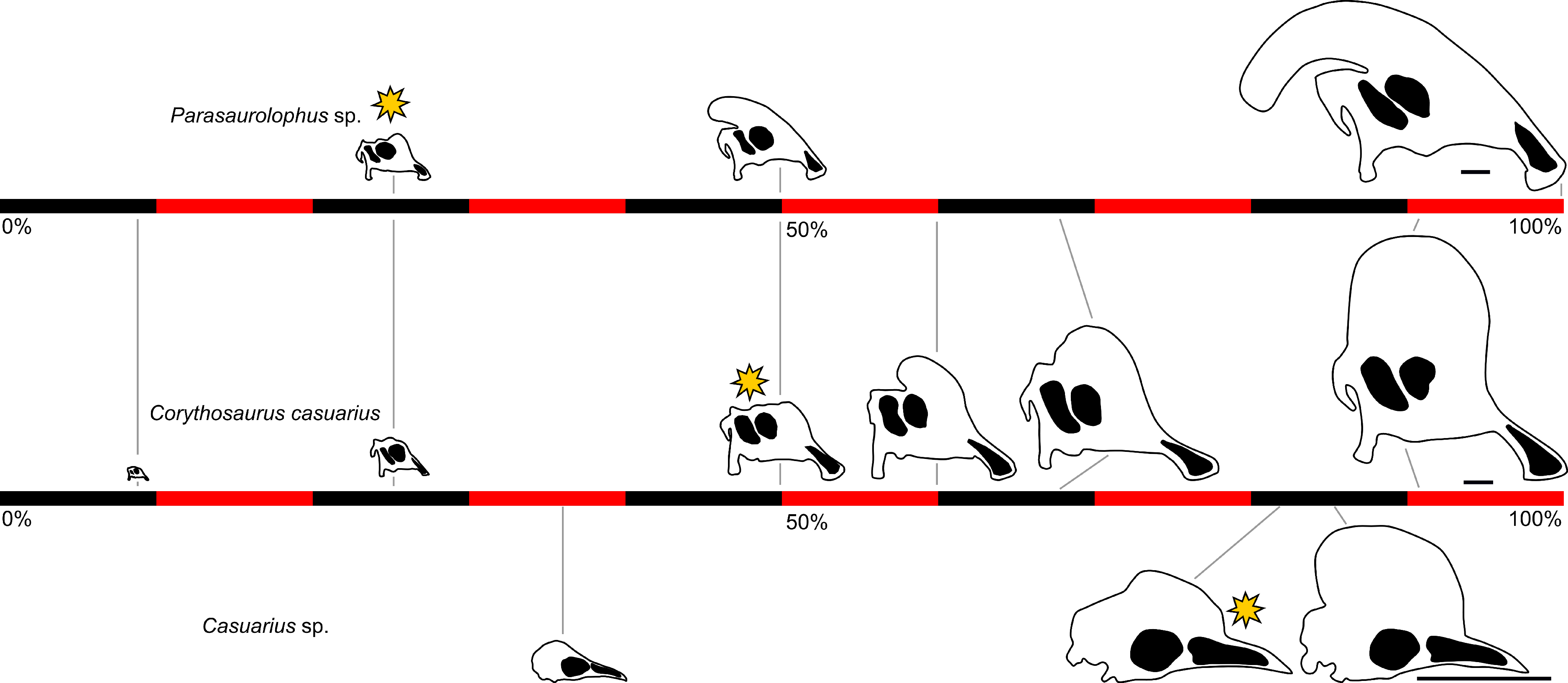
Ontogenesi del cranio di Parasaurolophus sp., Corythosaurus casuarius e Casuarius sp. Le stelle rappresentano l'età in cui inizia lo sviluppo della cresta

I giovani Corythosaurus iniziavano a sviluppare la loro cresta quando raggiungevano circa la metà delle dimensioni degli adulti, mentre i giovani Parasaurolophus sviluppavano la loro caratteristica cresta tubiforme già al 25% della lunghezza adulta. Nei giovani Corythosaurus, così come negli adulti, era presente una fontanella premascellare-nasale. Il loro cranio era simile a quello di Lambeosaurus e Hypacrosaurus, ma differiva da quello di Parasaurolophus, caratterizzato da suture craniche lisce e dritte, invece che sinuose. Questa distinzione è utile per differenziare i Parasaurolophini dai Lambeosaurini. In generale, le creste dei giovani lambeosaurini, come Corythosaurus, Lambeosaurus, Hypacrosaurus stebingeri, dei parasaurolofini come Parasaurolophus, e di lambeosaurini primitivi come Kazaklambia, sono abbastanza simili, sebbene altre caratteristiche anatomiche consentano di distinguere i diversi taxa.
Il lavoro di Dodson (1975) sulla diversità degli hadrosauri dell'Alberta ha rivelato che molti dei generi eretti sulla base di dimensioni e forma della cresta rappresentavano in realtà forme giovanili di taxa già noti, riducendo significativamente il numero di specie riconosciute nella formazione. In particolare, Tetragonosaurus si rivelò rappresentare esemplari giovani di Corythosaurus o Lambeosaurus. La specie T. erectofrons, in particolare, fu riassegnata a Corythosaurus, basandosi principalmente su informazioni biometriche. Tuttavia, un esemplare non tipico di Tetragonosaurus, precedentemente attribuito a T. erectofrons, fu successivamente riferito a Hypacrosaurus, mentre l'olotipo di T. erectofrons rimase attribuibile a Corythosaurus.

### Dieta
Corythosaurus era un dinosauro ornitopode e, come tale, un erbivoro. Benson et al. (2012) osservarono che il suo becco era poco profondo e delicato, concludendo che fosse adattato per nutrirsi di vegetazione tenera e soffice. Basandosi sul clima del Cretaceo superiore, ipotizzarono che Corythosaurus avesse una dieta selettiva, prediligendo frutti succosi e foglie giovani. Un esemplare di Corythosaurus è stato ritrovato con il suo ultimo pasto conservato nella cavità toracica. L'analisi del contenuto ha rivelato la presenza di aghi di conifere, semi, ramoscelli e frutti, suggerendo che Corythosaurus fosse un brucatore, cioè un erbivoro che si cibava di vegetazione vicina al suolo.

## Paleoecologia

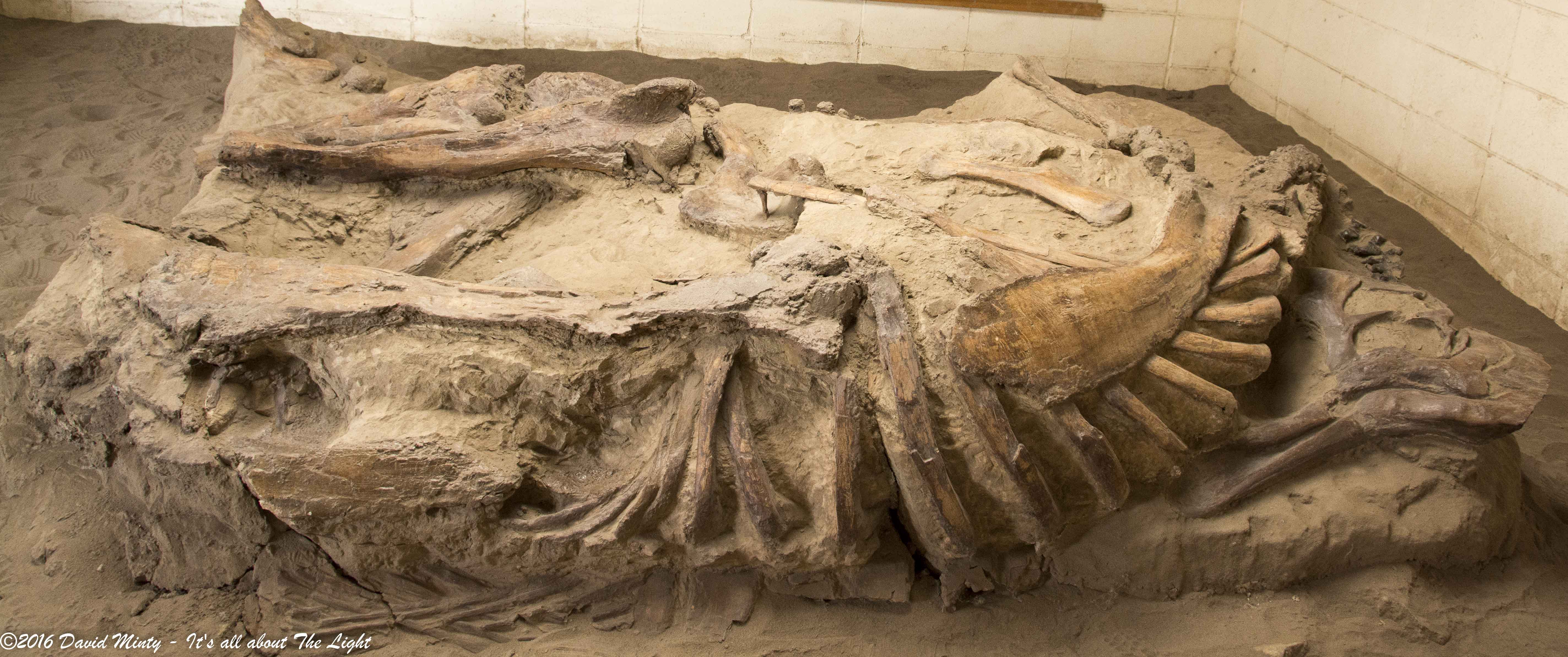
Scheletro di C. casuarius, dal Parco provinciale dei Dinosauri

I fossili di Corythosaurus sono stati ritrovati nella sezione superiore della Formazione Oldman e nella sezione inferiore della Formazione Dinosaur Park in Canada. La Formazione Oldman risale al Campaniano, circa 77,5-76,5 milioni di anni fa, mentre la Formazione Dinosaur Park è datata a circa 76,6-74,8 milioni di anni fa. Le due specie di Corythosaurus vissero entrambe nella Formazione Dinosaur Park. C. casuarius visse tra 76,6 e 75,9 milioni di anni fa, mentre C. intermedius, più recente, visse circa 75,8-75,7 milioni di anni fa. Nella Formazione Oldman, C. casuarius è l'unica specie nota del genere, datata tra 77 e 76,5 milioni di anni fa. L'esemplare olotipico di C. casuarius fu probabilmente una carcassa arenatasi su una spiaggia, come suggeriscono la presenza di conchiglie di Unio, ossa erose dall'acqua e i resti di una tartaruga baenide ritrovati intorno ad esso. Si ritiene che Corythosaurus abitasse principalmente aree boschive, avventurandosi occasionalmente in ambienti paludosi.

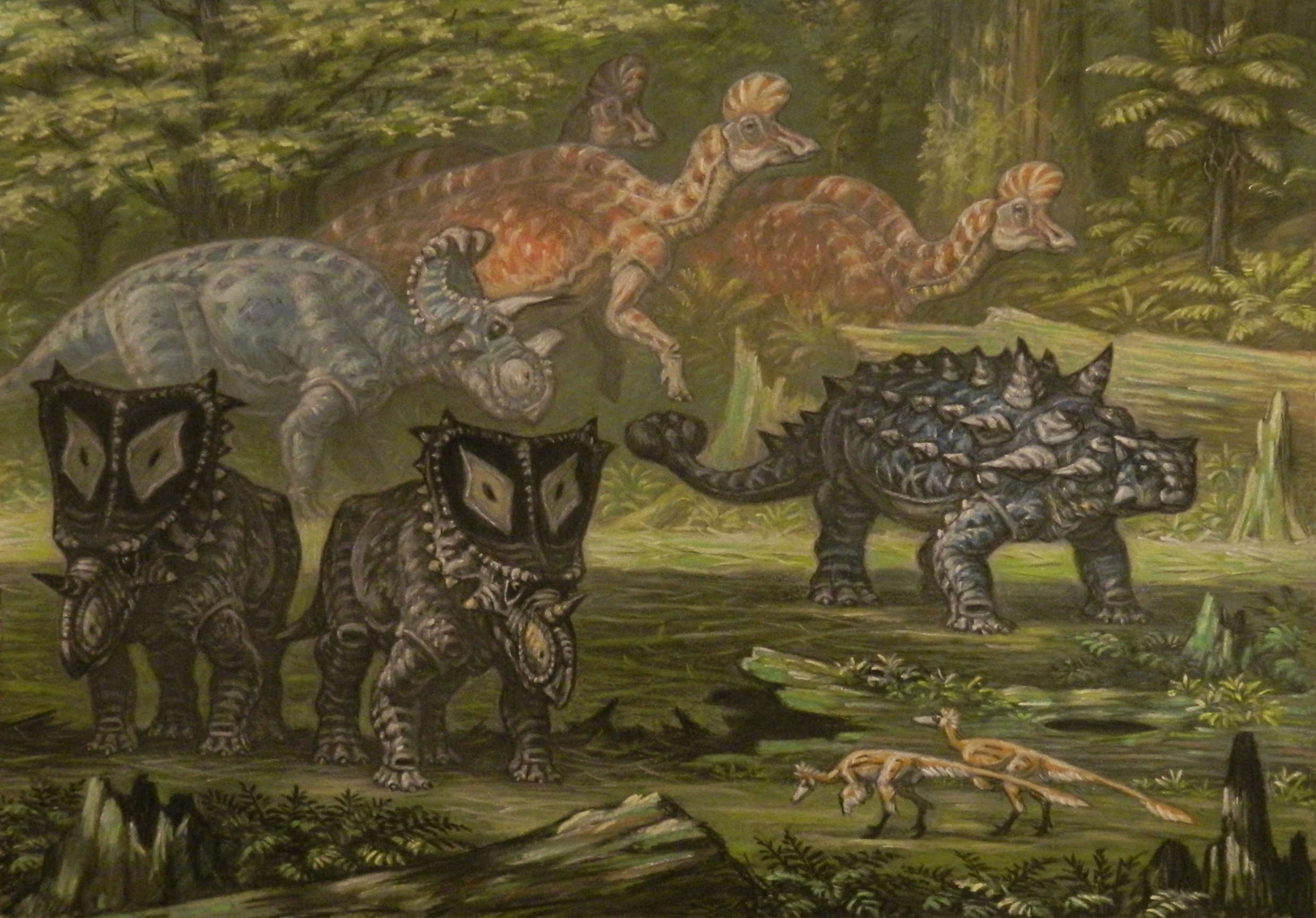
Alcuni erbivori della Formazione Oldman, Corythosaurus sullo sfondo

La sezione superiore della Formazione Oldman è caratterizzata da una fauna piuttosto limitata. Corythosaurus casuarius e C. intermedius sono tra i pochi taxa conosciuti in questa parte della formazione. Altri generi presenti includono: Daspletosaurus e Saurornitholestes (teropodi); Brachylophosaurus, Gryposaurus e Parasaurolophus (hadrosauridi); Scolosaurus (ankylosauride); e Coronosaurus e Chasmosaurus (ceratopsi). Altri generi noti non persistono nella parte superiore della formazione e non erano contemporanei di Corythosaurus.
La specie Corythosaurus casuarius è ampiamente diffusa nell'unità inferiore della Formazione Dinosaur Park. Qui, Corythosaurus era spesso associato al ceratopside Centrosaurus apertus. Questa associazione è stata riscontrata anche in altre formazioni, come le Formazioni Judith River e Mesaverde, così come nel bacino del Wind River e nella contea di Wheatland. In queste aree, Corythosaurus condivideva l'ambiente con numerosi altri grandi erbivori, tra cui hadrosauridi: Gryposaurus e Parasaurolophus (hadrosauridi); ceratopsidi: Centrosaurus e Chasmosaurus; e ankylosauridi: Scolosaurus, Edmontonia (primi stadi), Dyoplosaurus, Panoplosaurus ed Euoplocephalus (stadi medi), ed esclusivamente Euoplocephalus negli stadi superiori. Gli studi sull'anatomia e sulla meccanica della mascella di questi dinosauri indicano che probabilmente occupavano nicchie ecologiche leggermente diverse per ridurre la competizione diretta per il cibo in un ecosistema così densamente popolato. I principali predatori presenti nello stesso ambiente di Corythosaurus erano il tirannosauride Gorgosaurus e una specie non identificata di Daspletosaurus.
Secondo Thomas M. Lehman, Corythosaurus non è mai stato ritrovato al di fuori dell'Alberta meridionale, nonostante sia uno dei dinosauri giudiziani più abbondanti della regione. Lehman osserva che, durante il Cretaceo superiore, i grandi erbivori come gli hadrosauridi avevano areali geografici sorprendentemente piccoli, nonostante le loro grandi dimensioni e l'elevata mobilità. Questa distribuzione limitata contrasta con quella delle faune di mammiferi moderni, i cui areali tendono a coprire gran parte di un continente.

## Nella cultura di massa

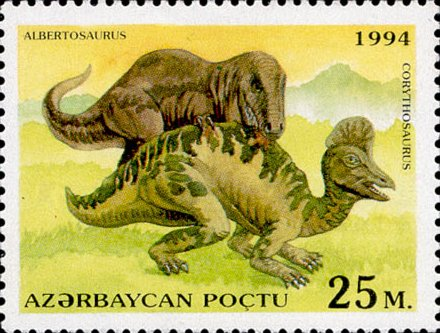
Un francobollo azero del 1994 raffigurante un Albertosaurus che attacca un Corythosaurus

Grazie alla sua caratteristica cresta stretta e a cupola, Corythosaurus è diventato uno dei dinosauri più riconoscibili e apprezzati dal pubblico. È spesso associato al più famoso Parasaurolophus, un altro membro della famiglia Hadrosauridae, con cui condivide alcune somiglianze. Per questo motivo, Corythosaurus viene spesso rappresentato accanto a Parasaurolophus nei media e nella cultura popolare.
Corythosaurus appare nella seconda puntata del documentario Il pianeta dei dinosauri (1993), diretto da Piero Angela, uscito pochi mesi dopo il debutto cinematografico di Jurassic Park (1993).
Compare nel film Jurassic Park III (2001), all'interno del franchise di Jurassic Park, in una scena in cui un branco di Corythosaurus pascola accanto a un gruppo di Parasaurolophus, entrambi i branchi vengono improvvisamente spaventati da un gruppo di Velociraptor. L'aspetto di Corythosaurus nel franchise è stato ripreso in vari videogiochi, tra cui Jurassic Park: Operation Genesis (2003), Jurassic World Evolution (2018) e il suo sequel Jurassic World Evolution 2 (2021).